# Area (periodico)
Area è una rivista internazionale di architettura e arti del progetto, edita dal gruppo Tecniche Nuove.

## Contenuto
La rivista è specifica del settore dell'architettura e del design. Le uscite sono bimestrali; ogni numero tratta un argomento diverso, di particolare interesse all'interno del dibattito internazionale. Il tema scelto viene indagato attraverso la presentazione di progetti realizzati in tutto il mondo, concorsi e saggi critici.
Il piano editoriale, prevede, un'uscita annuale dedicata ad un architetto di rilievo internazionale, una dedicata ad una città, ed una riservata al design. Inoltre, in ogni uscita, è presente un itinerario di architettura dedicato ad una città o ad una regione. L'itinerario viene introdotto da una mappa e riporta le informazioni principali riguardanti opere di architettura contemporanea.
Da settembre 2008 in Cina vengono distribuite 10 000 copie di Area «China» con testi in lingua cinese ed inglese.